# Riccardia punahuina
Riccardia punahuina là một loài rêu trong họ Aneuraceae. Loài này được H.A.Mill. mô tả khoa học đầu tiên năm 1963.